# HD 217107 b
HD 217107 b ist ein Exoplanet, der den sonnenähnlichen Stern HD 217107 alle 7,1 Tage umkreist. Er ist der innerste bekannte Stern seines Planetensystems und wurde vom California and Carnegie Planet Search Team entdeckt. Aufgrund seiner Größe und seiner Nähe zum Zentralstern wird der Planet dem Typus „heißer Jupiter“ zugerechnet.

## Entdeckung
HD 217107 b wurde durch Messungen der Radialgeschwindigkeit gefunden. In der Radialgeschwindigkeit konnten kleine Schwankungen mit einer Periode von 7,1 Tagen festgestellt werden. Die Periode und Amplitude der Abweichung wies auf einen relativ großen Begleiter hin, der den Stern in ebendiesen 7,1 Tagen umrundet. Rechenmodelle ergaben eine Masse für HD 217107 b, die nur wenig größer ist als die des Jupiter, perfekt.
Es konnte gezeigt werden, dass die große Halbachse des Planeten 0,074 (± 0,002) AU beträgt. Die Exzentrizität der Bahnellipse beträgt 0,13 (±0,02), die Umlaufzeit 7,1269 (± 0,00022) Tage, die Masse des Planeten wird auf den Bereich von 1,37 (± 0,14) Jupitermassen eingegrenzt.

## Hinweis auf zweiten Planeten
Planeten, die ihre Sonne so nahe umrunden, haben in der Regel sehr kreisförmige Umlaufbahnen. Daher wies die bei HD 217107 b gefundene Exzentrizität auf das Vorhandensein eines zweiten Planeten mit relativ großer Entfernung zum Stern hin. Durch Langzeitbeobachtung des Sterns HD 217107 konnte die Existenz eines zweiten Planeten, HD 217107 c, 2005 bestätigt werden.